# Petenwell Lake
Der Petenwell Lake ist ein Stausee am Wisconsin River im US-Bundesstaat Wisconsin.
Der Petenwell Lake wird vom Petenwell Dam (⊙) aufgestaut. Dieser wurde 1948 von der Wisconsin River Power Company (WRPC) zum Zwecke der Stromerzeugung und dem Hochwasserschutz errichtet. Der 21,8 km lange Petenwell Lake bedeckt eine Fläche von 93,8 km². Die maximale Wassertiefe beträgt 13,4 m. Der Stausee befindet sich in der Wisconsin Central Plain, wo sich der prähistorische Eisstausee Glacial Lake Wisconsin erstreckte. Das Wasserkraftwerk besitzt eine installierte Leistung von 20 MW. Es wird gemeinsam von Wisconsin River Power Company (WRPC) und Wisconsin Public Service (WPS) betrieben.
Flussabwärts schließt sich der Castle Rock Lake an.

## Flora & Fauna
Die Uferlandschaft besteht größtenteils aus Wald, in dem Weißkopfseeadler leben. Im Stausee kommen u. a. folgende Fischarten vor: Hecht, Muskellunge, Glasaugenbarsch, Forellenbarsch, Schwarzbarsch und Stör.